# Mistrovství Jižní Ameriky ve fotbale 1929 (soupisky)
Tento článek uvádí soupisky týmů 4 zemí účastnících se Mistrovství Jižní Ameriky ve fotbale 1929.

## Soupisky
Argentina
 Ángel Bossio, Roberto Cherro, Alberto Chividini, Juan Evaristo, Marino Evaristo, Manuel Ferreira, Rodolfo Orlandini, Fernando Paternoster, Carlos Desiderio Peucelle, Juan Antonio Rivarola, Manuel Seoane, Oscar Tarrío, Adolfo Bernabé Zumelzú 
 Trenér: Francisco Olazar a Juan José Tramutola
  Paraguay
 Antonio Brunetti, Francisco Aguirre, Delfín Benítez Cáceres, Abdón Benítez-Casco, Eusebio Díaz, Diógenes Domínguez, Romildo Etcheverry, Salvador Flores, Luis Fretes, Aurelio González, Lino Nessi, Quiterio Olmedo, Andrés Santacruz, Porfirio Sosa-Lagos, Pasiano Urbieta-Sosa, Ramón Viccini
 Trenér: José Durán Laguna
  Uruguay
 Andrés Mazali, José Andrade, Pedro Arispe, Juan Pedro Arremón, Ramón Bucetta, Antonia Campolo, Héctor Castro, Pedro Cea, Lorenzo Fernández, Roberto Figueroa, Eduardo García, Álvaro Gestido, José Magallanes, Ernesto Mascheroni, José Nasazzi, Pedro Petrone, Conduelo Píriz, Héctor Scarone, Gildeón Silva
 Trenér: Alberto Suppici
 Peru
 Jorge Pardón, Eduardo Astengo, Juan Bulnes, Alberto Denegri, Plácido Reynaldo Galindo-Pardo, Augustín Lizarbe, Antonio Maquilón, Rodolfo Ortega, Julio Ramírez, Miguel Rostaing, Alfonso Saldarriaga, Enrique Salas
 Trenér: Julio Borelli